# ۱۱۲۳ (خورشیدی)
۱۱۲۳ هزار و صد و بیست و سومین سال هجری خورشیدی است.